# Albert Rohloff
Albert Rohloff (* 29. Dezember 1896 in Esbeck; † 11. März 1961 in Gandersheim) war ein deutscher Politiker der SPD.

## Leben und Wirken
Nach dem Besuch der Volksschule absolvierte Rohloff eine Buchdruckerlehrere (Schriftsetzerhandwerk). Im Jahr 1916 trat er in die (SPD) ein. Ab 1915 nahm Rohloff am Ersten Weltkrieg teil, in dem er an der Ost- und Westfront kämpfte. Von 1919 bis 1928 war Rohloff im Buchdruckgewerbe und in der staatlichen Bauverwaltung tätig. 1922 heiratete er. 1923 legte er seine Meisterprüfung im Buchdruckgewerbe ab.
Von 1920 bis 1928 war Rohloff Kreisvorsitzender der Holzmindener SPD. Von 1922 bis 1933 saß er als Abgeordneter der SPD im Landtag des Landes Braunschweig. Von 1928 bis zu seiner im Oktober 1930 aus politischen Gründen erfolgten Zwangspensionierung bekleidete er das Amt des Kreisdirektors des Braunschweigischen Kreises Gandersheim. Bei der Reichstagswahl Juli 1932 wurde Rohloff als Kandidat der SPD für den Wahlkreis 16 (Südhannover-Braunschweig) in den Reichstag der Weimarer Republik gewählt, dem er etwa vier Monate lang, bis zur Reichstagswahl November 1932 angehörte. Daneben war er seit 1931 Stadt- und Kreisverordneter.
In der Zeit des Nationalsozialismus wurde Rohloff im März 1933 verhaftet und saß im Gefängnis Rennelberg ein. Ab 1934 war er in Hannover Inhaber einer Buchdruckerei. Im Jahr 1935 wurde er erneut verhaftet und saß in Hannover und Braunschweig im Gefängnis ein. Vom August 1935 bis zum Dezember 1935 war er im Konzentrationslager Dachau interniert; im Jahr 1938 saß er wiederum im Braunschweiger Gefängnis ein. Von 1939 bis 1945 war er zum Kriegsdienst eingezogen. Von 1945 bis 1946 war er in England in Kriegsgefangenschaft.
Nach seiner Entlassung aus der Gefangenschaft und der Rückkehr in seine Heimat trat Rohloff erneut der SPD bei. Im Oktober 1946 übernahm er das Amt des Landrates im Kreis Gandersheim ab Oktober 1946 und gehörte für die SPD vom 21. Februar 1946 bis 21. November 1946 dem Ernannten Landtag von Braunschweig und vom 9. Dezember 1946 bis zum 28. März 1947 dem Ernannten Niedersächsischen Landtag an. Vom 20. April 1947 bis zum 14. Juni 1948 war er Mitglied des Niedersächsischen Landtages (1. Wahlperiode). Außerdem amtierte er als Oberkreisdirektor.

## Ehrung
Heute erinnert unter anderem die Albert-Rohloff-Straße in Bad Gandersheim an ihn. 